# Auberge de Castille
Auberge de Castille je palác v hlavním městě Malty Vallettě. Nachází se na Náměstí Castile, na nejvyšším místě Valletty, a je z něj tudíž dobrý výhled na Florianu a přístav. Byl postaven v barokním slohu pod vedením velmistra Maltézského řádu Manuela Pinto da Fonsecy v letech 1741 až 1744 a do značné míry tak nahradil manýristickou budovu z roku 1574 postavenou pro ubytování rytířů řádu z oblasti Kastilie, Leónu a Portugalska (odtud tradiční název), jejímž architektem byl Girolamo Cassar. Nová budova byla postavena podle návrhů Andrey Belliho. Vládnoucí řád johanitů byl vyhnán z Malty Francouzi v roce 1798 a palác se následně stal velitelstvím francouzských sil. Později v něm sídlila Komise pro národní majetek. Budova utrpěla škody během blokády v letech 1798–1800. V roce 1800 obsadili Maltu Britové a roku 1805 se budova stala velitelstvím britských ozbrojených sil na Maltě. V roce 1840 byla v jedné z místností prvního patra otevřena protestantská kaple. V roce 1889 byla na střeše instalována signalizační stanice s velkou anténou pro komunikaci s válečnými loděmi Středomořské flotily. Byla známá jako Kastilská věž. V roce 1942, během druhé světové války, byla pravá strana budovy poškozena leteckým bombardováním. Poškozené části byly po válce opraveny a byla odstraněna anténa. Palác byl poté používán jako generální velitelství armády pro Maltu a Libyi a po roce 1954 také pro Kypr. Roku 1964 získala Malta nezávislost a 4. března 1972 se palác stal sídlem premiéra Malty. Úřad maltského předsedy vlády je proto někdy neformálně nazýván "Kastílie". Budova byla rekonstruována v letech 2009 až 2014. Je maltskou národní kulturní památkou 1. stupně.